# Maguila
José Adilson Rodrigues dos Santos (Aracaju, 12 de junho de 1958 — São Paulo, 24 de outubro de 2024), mais conhecido como Maguila, foi um pugilista brasileiro. Foi repetidas vezes campeão brasileiro e sul-americano de boxe na categoria peso-pesado, campeão das Américas (pelo Conselho Mundial de Boxe) e Mundial (pela Federação Mundial de Boxe Profissional) também na categoria de peso-pesado.
Recebeu a alcunha "Maguila" por semelhança ao porte físico do personagem Magilla Gorilla, da Hanna-Barbera.
Praticou profissionalmente o pugilismo entre 1983 e 2000.
Das 85 lutas oficiais, obteve 77 vitórias - sendo 61 por nocaute -, 7 derrotas e apenas 1(um) empate técnico.

## Biografia
Maguila se deslocou ainda muito jovem da região nordeste para o grande centro urbano de São Paulo, Brasil. Fazia parte, assim, de um movimento migratório mais amplo, realizado por muitos brasileiros desfavorecidos economicamente, que deixavam o nordeste (região colocada em segundo plano pelos governos da época em termos de investimento e políticas públicas) na busca de melhores condições de vida no sudeste do país, onde então se concentrava a industrialização e os investimentos governamentais.
Trabalhou desde cedo na construção civil, e treinava boxe no tempo livre, por vezes de maneira improvisada, usando, antes ou depois do expediente, pneus como alvos para praticar seus golpes.  Lutou como amador no começo da década de 1980, com 22 lutas, sendo 19 vitórias por nocaute. Foram duas derrotas e um empate. Segundo o Comitê Olímpico do Brasil, o principal feito de Maguila como amador foi a medalha de prata nos Jogos do Cruzeiro do Sul de 1982, na Argentina, competição esta que foi a precursora dos Jogos Sul-Americanos.
Apesar da falta de oportunidades de receber desde cedo treinamento profissional, se destacou no pugilismo de maneira que chamou a atenção do empresário e locutor esportivo, Luciano do Valle. Durante a primeira parte de sua carreira, teve Luciano como principal divulgador. Suas lutas eram uma das atrações do Show do Esporte, programa dominical da Bandeirantes. À época, ele foi treinado pelo famoso americano Angelo Dundee, que instruiu lutadores como Sugar Ray Leonard e Muhammad Ali.
Maguila foi, por muitas vezes, questionado sobre sua técnica de perceber a fragilidade de seus adversários. Maguila tinha muitas virtudes, haja vista o seu cartel vitorioso, o predomínio no boxe sul-americano e a sua posição no ranking mundial. 
Treinando com o técnico Ralph Zumbano, ganhou o título sul-americano contra o argentino Juan Antonio Figueroa, em luta realizada no ginásio do Ibirapuera. Sua primeira derrota foi contra Walter Daniel Falconi, no ginásio do Corinthians. Depois, Maguila perdeu, também por nocaute, em Sorocaba, para o holandês Andre van der Oetelaar. Quando passou a ser treinado pelo ex-campeão mundial Miguel de Oliveira, venceu a revanche contra seus dois primeiros adversários. Segundo o UOL, a vitória de Maguila contra o americano Mike Rouse, exibida pela TV Bandeirantes em maio de 1989, em combate realizado em Blumenau, "alcançou 25 pontos do Ibope em São Paulo e 19 no Rio, batendo o Jornal da Globo, com 13 e 16, e a Semana Série, da TVS, com 5 e 4".
Sua luta mais importante aconteceu em 15 de julho de 1989, quando Maguila, então segundo no ranking do CMB (Conselho Mundial de Boxe), enfrentou o norte-americano Evander Holyfield e foi nocauteado no segundo round.
A parceria entre Maguila e Luciano do Valle terminou unilateralmente em 1989 por decisão de Luciano, decisão essa que ocorreu logo após a vitória do Maguila sobre o pugilista Walter Armando Masseroni.
No dia 16 de junho de 1990, aos 32 anos, Maguila subiu ao ringue no Caesar's Palace em Las Vegas para enfrentar George Foreman, com 41 anos, na preliminar da luta entre Mike Tyson e Henry Tillman. A luta acabou no segundo round, quando George Foreman nocauteou o brasileiro. A luta foi exibida em tv aberta pelo SBT.
Maguila tornou-se o primeiro brasileiro campeão mundial dos pesos-pesados no dia 22 de agosto de 1995, então aos 37 anos, ao derrotar por pontos o inglês Johnny Nelson na cidade paulista de Osasco. O título foi conferido pela Federação Mundial de Boxe (WBF)
, uma das entidades que representam a categoria (embora a WBF não seja uma das quatro principais organizações mundiais de boxe - WBA, WBO, WBC e IBF - sendo considerada, portanto, uma entidade menor).
Encerrou a carreira profissional em 29 de fevereiro de 2000, após a sua derrota por nocaute para Daniel Frank.
Entre as vitórias mais expressivas, venceu James Smith, James Stillis, Alfredo Evangelista (campeão do título europeu dos pesos pesados) e o argentino Daniel Falconi.

### Fora dos ringues
Em 1997, o escritor Carlos Alencar lançou o livro "Maguila: A Saga de um Cabra-macho Campeão" contando a infância, a juventude e a carreira do atleta.
Na TV, Maguila chegou a ser o comentarista irônico de assuntos de economia do programa Aqui Agora. Também fez parte do elenco fixo do Show do Tom, da Rede Record em 2004.
Em 17 de janeiro de 2006, Gilson Rodrigues dos Santos, 44 anos, irmão mais novo de Maguila, foi morto com três tiros no abdômen, no bairro nobre Cidade Jardim, na zona oeste de São Paulo, na madrugada de segunda para terça-feira. Gilson foi socorrido e morreu enquanto era atendido no pronto-socorro do Hospital São Luiz, no Morumbi. Gilson foi surpreendido pelos assaltantes que chegaram até o quintal do imóvel por uma tubulação do rio Pinheiros. Após baleá-lo, os dois bandidos fugiram levando a arma do seu irmão mais novo. De acordo com informações da polícia, em um ano, esta era a segunda vez que bandidos invadiam a residência da mesma forma. A ocorrência foi registrada no 34.º Distrito Policial, em Vila Sônia, e a equipe da 2.ª Companhia do 16.º Batalhão da Polícia Militar foi quem atendeu o caso. O irmão mais novo de Maguila foi um agente em segurança privada e trabalhava na casa havia pouco mais de um mês. Segundo funcionários da residência, ele foi contratado para proteger a casa depois de um assalto frustrado que aconteceu no final de 2005.
Em 2009, Maguila iniciou a sua carreira de cantor lançando um álbum com sambas, intitulado "Vida de Campeão".
Ele também criou e manteve a ONG Amanhã Melhor, que passou a ensinar o boxe a crianças e jovens carentes.
Em 2010, foi ainda candidato a deputado federal pelo PTN tendo sido apenas o 372° colocado com 2951 votos (0,01% dos votos válidos). Nesse mesmo ano, foi diagnosticado equivocadamente com mal de Alzheimer. Alguns anos mais tarde, o ex-lutador ficou internado por dois anos, tendo sido diagnosticado definitivamente com encefalopatia traumática crônica (ETC), também conhecida como "demência pugilística", uma doença neurodegenerativa progressiva que causa declínio cognitivo, alterações de comportamento e problemas de memória através da destruição dos neurônios, ocasionada por repetitivos golpes no crânio.
Durante sua internação, tinha dificuldade para se alimentar pela incapacidade de mastigar normalmente. Por este motivo precisou ser submetido à uma gastrostomia, recebeu uma sonda que auxiliava-o na alimentação e por consequência emagreceu 28 kg. Entre 2014 e 2016, passou por três diferentes instituições de saúde: Hospital da Santa Casa de Misericórdia, Hospital Dom Pedro II e Clínica Incare. Em setembro de 2016, recebeu alta hospitalar da clínica onde recebia o tratamento, pois obteve melhoras significativas na fala, locomoção e comportamento. Em outubro do mesmo ano, já se comunicava bem e compreendia perfeitamente as informações.
Desde 2017 morava em Itu, onde recebeu tratamento paliativo com uso de canabidiol.
Em 2023, a TV Cultura lançou uma série de dois episódios chamada "Maguila, um lutador".

## Morte
Maguila faleceu dia 24 de outubro de 2024 aos 66 anos nas dependências do Hospital das Clínicas da Faculdade de Medicina da Universidade de São Paulo. Em março de 2024, a esposa de Maguila, Irani Pinheiro, informou que ele lutava contra uma doença degenerativa há 15 anos e havia sido internado em uma clínica para tratamento de demência pugilística.
Seis anos antes do seu óbito, declarou interesse em doar seu cérebro à USP para estudos.. Deixou esposa e três filhos: Edimilson Lima dos Santos, Adenilson Lima dos Santos e Adilson Rodrigues Júnior).
O corpo de José Adilson Rodrigues dos Santos, o Maguila, foi velado em cerimônia aberta ao público na Assembleia Legislativa de São Paulo.
Maguila foi sepultado no Cemitério das Lágrimas em São Caetano do Sul.

## Discografia
- 2009 - "Vida de Campeão"

## Cartel de boxe profissional
| 77 Vitórias (61 nocautes, 16 decisões por pontos), 7 Derrotas, 1 Empate |                       |        |                             |                       |                        |                                  |                                                              | |
| No.                                                                     | Res.                  | Cartel | Oponente                    | Desfecho              | Round, tempo           | Data                             | Local                                                        | Notas |
| 85                                                                      | Derrota (Boxe Amador) | 77–7–1 | Daniel Frank                | Nocaute (KO)          | 4 (10), 2:5529-02-2000 | Gallery 21, São Paulo, São Paulo | (Luta simbólica programa do ratinho)                         | |
| 84                                                                      | Empate                | 77–6–1 | Juan Antonio Díaz           | Decisão por pontos    | 10 (10)                | 17-01-1999                       | Arena do Boqueirão, Santos, São Paulo                        | |
| 83                                                                      | Vitória               | 77–6   | Alberto Toribio Comán       | Nocaute técnico (TKO) | 9 (10)                 | 19-09-1998                       | Palmas, Tocantins                                            | |
| 82                                                                      | Derrota               | 76–6   | Pedro Daniel Franco         | Nocaute técnico (TKO) | 9 (12)                 | 23-05-1998                       | Hotel & Casino Conrad, Punta del Este, Maldonado             | Perdeu o cinturão da WBA Fedelatin de pesos-pesados. |
| 81                                                                      | Vitória               | 76–5   | Bilal Muhammad              | Nocaute técnico (TKO) | 4                      | 28-03-1998                       | Itapevi, São Paulo                                           | |
| 80                                                                      | Vitória               | 75–5   | Francisco Harris            | Nocaute técnico (TKO) | 5                      | 14-02-1998                       | Ginásio Castelão, Cubatão, São Paulo                         | |
| 79                                                                      | Vitória               | 74–5   | Tommy Mucciogrosso          | Nocaute técnico (TKO) | 3                      | 13-12-1997                       | Canindé de São Francisco, Sergipe                            | |
| 78                                                                      | Vitória               | 73–5   | Salvador Maciel             | Nocaute técnico (TKO) | 1                      | 09-11-1997                       | São Paulo, São Paulo                                         | |
| 77                                                                      | Vitória               | 72–5   | Isaac Poole                 | Nocaute (KO)          | 3                      | 27-09-1997                       | Campina Grande, Paraíba                                      | |
| 76                                                                      | Vitória               | 71–5   | Luis Alberto Musa Pereyra   | Nocaute (KO)          | 1 (10)                 | 31-08-1997                       | Cuiabá, Mato Grosso                                          | |
| 75                                                                      | Vitória               | 70–5   | Alberto Valerio Jorge Arias | Nocaute (KO)          | 2 (10)                 | 27-07-1997                       | Ginásio Paulo Portela, Suzano, São Paulo                     | |
| 74                                                                      | Vitória               | 69–5   | Pedro Llaneza               | Nocaute (KO)          | 4 (10)                 | 21-06-1997                       | Ginásio Bolão, Jundiaí, São Paulo                            | Manteve o cinturão da WBA Fedelatin de pesos-pesados |
| 73                                                                      | Vitória               | 68–5   | Ricardo Alfredo Ibarra      | Nocaute técnico (TKO) | 6 (12)                 | 22-12-1996                       | Ginásio do Parque São Jorge, São Paulo, São Paulo            | Campeão da WBA Fedelatin de pesos-pesados. |
| 72                                                                      | Vitória               | 67–5   | Salvador Maciel             | Nocaute técnico (TKO) | 3 (12)                 | 08-09-1996                       | Ginásio Zé da Bola, Cruzeiro, São Paulo                      | Campeão da IBF Latin American de pesos-pesados |
| 71                                                                      | Vitória               | 66–5   | Cleveland Woods             | Decisão por pontos    | 10 (10)                | 07-07-1996                       | São Joaquim da Barra, São Paulo                              | Manteve o cinturão da WBF de pesos-pesados. |
| 70                                                                      | Vitória               | 65–5   | Dave Fiddler                | Nocaute (KO)          | 3 (12), 1:23           | 18-05-1996                       | Ginásio Gigantão, Araraquara, São Paulo                      | Manteve o cinturão da WBF de pesos-pesados. |
| 69                                                                      | Vitória               | 64–5   | Johnny Nelson               | Decisão (unânime)     | 12 (12)                | 03-12-1995                       | Ginásio Nélson Bueno, Mogi Guaçu, São Paulo                  | Manteve o cinturão da WBF de pesos-pesados. |
| 68                                                                      | Vitória               | 63–5   | Ricardo Alfredo Ibarra      | Nocaute (KO)          | 2 (10), 1:40           | 28-10-1995                       | Centro de Convenções do Hotel Bourbon, Foz do Iguaçu, Paraná | |
| 67                                                                      | Vitória               | 62–5   | Porfirio Rosa               | Nocaute (KO)          | 2 (10)                 | 03-10-1995                       | Paulínia, São Paulo                                          | |
| 66                                                                      | Vitória               | 61–5   | Johnny Nelson               | Decisão (dividido)    | 12 (12)                | 22-08-1995                       | Ginásio José Liberatti, Osasco, São Paulo                    | Campeão da WBF de pesos-pesados. |
| 65                                                                      | Vitória               | 60–5   | Stan Johnson                | Nocaute (KO)          | 3                      | 02-07-1995                       | São Paulo, São Paulo                                         | |
| 64                                                                      | Vitória               | 59–5   | Jason Waller                | Nocaute técnico (TKO) | 3 (10)                 | 16-05-1995                       | Ginásio José Liberatti, Osasco, São Paulo                    | |
| 63                                                                      | Derrota               | 58–5   | Mike Evans                  | Nocaute (KO)          | 7 (10), 1:30           | 07-03-1995                       | Ginásio do Centro Olímpico Mourão, Praia Grande, São Paulo   | |
| 62                                                                      | Vitória               | 58–4   | Mike Perkins                | Nocaute (KO)          | 1                      | 26-01-1995                       | Arena de Boa Viagem, Recife, Pernambuco                      | |
| 61                                                                      | Vitória               | 57–4   | Nikolay Kulpin              | Decisão (unânime)     | 10 (10)                | 11-12-1994                       | Ginásio Sidney Bauerman, Embu-Guaçu, São Paulo               | |
| 60                                                                      | Vitória               | 56–4   | Jerry Lee Jones             | Nocaute técnico (TKO) | 2, 2:26                | 22-10-1994                       | Ginásio da FEG, Guaratinguetá, São Paulo                     | |
| 59                                                                      | Vitória               | 55–4   | Terry Davis                 | Nocaute (KO)          | 2 (12)                 | 06-08-1994                       | Ginásio Guaibê, Guarujá, São Paulo                           | |
| 58                                                                      | Vitória               | 54–4   | Daniel Eduardo Neto         | Nocaute técnico (TKO) | 8 (12)                 | 18-06-1994                       | Ginásio do Grêmio Mauaense, Mauá, São Paulo                  | Manteve o cinturão de Campeão Sul-americano de pesos-pesados. |
| 57                                                                      | Vitória               | 53–4   | Gilton dos Santos           | Nocaute técnico (TKO) | 9 (10)                 | 14-05-1994                       | Ginásio Guaibê, Guarujá, São Paulo                           | Campeão Brasileiro de pesos-pesados. |
| 56                                                                      | Vitória               | 52–4   | Dan Ramsey                  | Nocaute técnico (TKO) | 2 (10)                 | 26-03-1994                       | Paranavaí, Paraná                                            | |
| 55                                                                      | Vitória               | 51–4   | Mark Young                  | Nocaute técnico (TKO) | 7 (10)                 | 27-11-1993                       | Aracaju, Sergipe                                             | |
| 54                                                                      | Vitória               | 50–4   | Mike Cohen                  | Nocaute técnico (TKO) | 1 (10)                 | 30-10-1993                       | Ginásio Antônio Carlos Tramassi, Cajamar, São Paulo          | |
| 53                                                                      | Vitória               | 49–4   | Julio Abel González         | Nocaute técnico (TKO) | 4 (10)                 | 25-09-1993                       | Ginásio Gringão, São Sebastião, São Paulo                    | Manteve o cinturão de Campeão Sul-americano de pesos-pesados |
| 52                                                                      | Vitória               | 48–4   | Manoel Clay de Almeida      | Nocaute técnico (TKO) | 6 (10)                 | 28-08-1993                       | Ginásio Lourenção, Bragança Paulista, São Paulo              | Campeão Brasileiro de pesos-pesados. |
| 51                                                                      | Vitória               | 47–4   | David Jaco                  | Decisão (unânime)     | 10 (10)                | 31-07-1993                       | Ginásio Nelson Rüegger, Araras, São Paulo                    | |
| 50                                                                      | Vitória               | 46–4   | Mario Oscar Melo            | Nocaute técnico (TKO) | 7 (12)                 | 26-06-1993                       | Ginásio Armando Ladeira, Campos do Jordão, São Paulo         | Manteve o cinturão de Campeão Sul-americano de pesos-pesados. |
| 49                                                                      | Vitória               | 45–4   | Teo Arvizu                  | Nocaute (KO)          | 4 (10)                 | 22-05-1993                       | Ginásio José Liberatti, Osasco, São Paulo                    | |
| 48                                                                      | Vitória               | 44–4   | Jorge Alfredo Dascola       | Nocaute técnico (RTD) | 5 (12)                 | 09-12-1992                       | Ginasio Costa Cavalcanti, Foz do Iguaçu, Paraná              | Manteve o cinturão de Campeão Sul-americano de pesos-pesados. |
| 47                                                                      | Vitória               | 43–4   | Jorge Guido Cambiaso        | Nocaute (KO)          | 10 (12)                | 18-09-1992                       | Ginásio José Westphalen Corrêa, Cruz Alta, Rio Grande do Sul | |
| 46                                                                      | Vitória               | 42–4   | Gordon Racette              | Nocaute (KO)          | 7 (10)                 | 13-07-1992                       | Arena de Rodeios, Americana, São Paulo                       | |
| 45                                                                      | Vitória               | 41–4   | Juan Antonio Díaz           | Decisão (unânime)     | 12 (12)                | 25-04-1992                       | Ginásio José Liberatti, Osasco, São Paulo                    | Manteve o cinturão de Campeão Sul-americano de pesos-pesados. |
| 44                                                                      | Vitória               | 40–4   | Miguel Cea                  | Nocaute técnico (TKO) | 5 (12)                 | 13-12-1991                       | Estádio Mané Garrincha, Brasília, Distrito Federal           | Manteve o cinturão de Campeão Sul-americano de pesos-pesados. |
| 43                                                                      | Vitória               | 39–4   | Edmilson Tonácio            | Nocaute (KO)          | 5 (10)                 | 06-09-1991                       | Estádio Vasconcelos Montes, Araguari, Minas Gerais           | Manteve o cinturão de Campeão Brasileiro de pesos-pesados. |
| 42                                                                      | Vitória               | 38–4   | Ángel Amarilla García       | Nocaute (KO)          | 4 (12)                 | 22-08-1991                       | Recife, Pernambuco                                           | Manteve o cinturão de Campeão Sul-americano de pesos-pesados. |
| 41                                                                      | Vitória               | 37–4   | Daniel Eduardo Guibaudo     | Nocaute técnico (TKO) | 3 (12)                 | 27-07-1991                       | Ginásio Chico Neto, Maringá, Paraná                          | Manteve o cinturão de Campeão Sul-americano de pesos-pesados. |
| 40                                                                      | Derrota               | 36–4   | George Foreman              | Nocaute (KO)          | 2 (10), 2:39           | 16-06-1990                       | Caesars Palace, Las Vegas, Nevada                            | |
| 39                                                                      | Vitória               | 36–3   | Walter Armando Masseroni    | Desqualificação       | 10 (12)                | 08-12-1989                       | Ginásio do Ibirapuera, São Paulo, São Paulo                  | Manteve o cinturão de Campeão Sul-americano de pesos-pesados. Masseroni foi desclassificado por repetidas faltas, incluindo mordidas e uma cabeçada no 10º assalto. |
| 38                                                                      | Derrota               | 35–3   | Evander Holyfield           | Nocaute (KO)          | 2 (12), 1:29           | 15-07-1989                       | Caesars Tahoe, Stateline, Nevada                             | Em disputa do cinturão da WBC Continental Americas de pesos-pesados.                                                                                                |
| 37                                                                      | Vitória               | 35–2   | Mike Rouse                  | Decisão (unânime)     | 10 (10)                | 22-05-1989                       | Ginásio do Sesi, Blumenau, Santa Catarina                    | |
| 36                                                                      | Vitória               | 34–2   | James Tillis                | Decisão (unânime)     | 10 (10)                | 20-03-1989                       | Ginásio Alcides Pan, Toledo, Paraná                          | |
| 35                                                                      | Vitória               | 33–2   | Sammy Scaff                 | Nocaute (KO)          | 2                      | 19-12-1988                       | Mineirinho, Belo Horizonte, Minas Gerais                     | |
| 34                                                                      | Vitória               | 32–2   | Mark Lee                    | Nocaute (KO)          | 1 (10), 2:34           | 14-10-1988                       | Caesars Palace, Las Vegas, Nevada                            | |
| 33                                                                      | Vitória               | 31–2   | Hughroy Currie              | Nocaute técnico (TKO) | 8                      | 14-08-1988                       | Ginásio Darcy Cortez, Londrina, Paraná                       | |
| 32                                                                      | Vitória               | 30–2   | Dave Garside                | Nocaute técnico (TKO) | 3                      | 12-06-1988                       | Ginásio do Parque São Jorge, São Paulo, São Paulo            | |
| 31                                                                      | Vitória               | 29–2   | Jorge Guido Cambiaso        | Nocaute (KO)          | 7 (12)                 | 14-03-1988                       | Ginásio Gigantinho, Porto Alegre, Rio Grande do Sul          | Manteve o cinturão de Campeão Sul-americano de pesos-pesados. |
| 30                                                                      | Vitória               | 28–2   | Alfredo Evangelista         | Decisão (unânime)     | 10 (10)                | 20-12-1987                       | Maracanãzinho, Rio de Janeiro, Rio de Janeiro                | |
| 29                                                                      | Vitória               | 27–2   | Reggie Gross                | Decisão (dividido)    | 10 (10)                | 11-10-1987                       | Ginásio Gigantão, Araraquara, São Paulo                      | |
| 28                                                                      | Vitória               | 26–2   | James Smith                 | Decisão (dividido)    | 10 (10)                | 09-08-1987                       | Ginásio do Ibirapuera, São Paulo, São Paulo                  | |
| 27                                                                      | Vitória               | 25–2   | Mike Jameson                | Decisão (unânime)     | 10 (10)                | 21-06-1987                       | Ginásio do Parque São Jorge, São Paulo, São Paulo            | |
| 26                                                                      | Vitória               | 24–2   | Lorenzo Boyd                | Nocaute (KO)          | 2 (10)                 | 31-05-1987                       | Ginásio do Tarumã, Curitiba, Paraná                          | |
| 25                                                                      | Vitória               | 23–2   | Felipe Rodríguez            | Nocaute técnico (TKO) | 8                      | 15-03-1987                       | Ginásio do Ibirapuera, São Paulo, São Paulo                  | |
| 24                                                                      | Vitória               | 22–2   | Rocky Sekorski              | Decisão (unânime)     | 12 (12)                | 20-12-1986                       | Ginásio do Parque São Jorge, São Paulo, São Paulo            | Campeão da WBC Continental Americas de pesos-pesados (título vago).                                                                                                 |
| 23                                                                      | Vitória               | 21–2   | Melvin Epps                 | Decisão (unânime)     | 10 (10)                | 05-10-1986                       | Ginásio da Portuguesa, São Paulo, São Paulo                  | |
| 22                                                                      | Vitória               | 20–2   | Andre van den Oetelaar      | Nocaute (KO)          | 3                      | 27-07-1986                       | Ginásio do Parque São Jorge, São Paulo, São Paulo            | |
| 21                                                                      | Vitória               | 19–2   | Walter Daniel Falconi       | Nocaute (KO)          | 7 (12)                 | 18-05-1986                       | Ginásio do Parque São Jorge, São Paulo, São Paulo            | Manteve o cinturão de Campeão Sul-americano de pesos-pesados. |
| 20                                                                      | Vitória               | 18–2   | Vedat Akova                 | Nocaute técnico (TKO) | 3                      | 02-03-1986                       | Ginásio do Ibirapuera, São Paulo, São Paulo                  | |
| 19                                                                      | Derrota               | 17–2   | Andre van den Oetelaar      | Nocaute técnico (TKO) | 5                      | 17-11-1985                       | Ginásio Gualberto Moreira, Sorocaba, São Paulo               | |
| 18                                                                      | Vitória               | 17–1   | Albert Syben                | Nocaute técnico (TKO) | 6 (10)                 | 06-10-1985                       | Ginásio do Ibirapuera, São Paulo, São Paulo                  | |
| 17                                                                      | Vitória               | 16–1   | Peter Kozza                 | Nocaute (KO)          | 2                      | 03-08-1985                       | Ginásio do Ibirapuera, São Paulo, São Paulo                  | |
| 16                                                                      | Vitória               | 15–1   | Nate Robinson               | Nocaute (KO)          | 1, 2:50                | 09-06-1985                       | Ginásio do Parque São Jorge, São Paulo, São Paulo            | |
| 15                                                                      | Derrota               | 14–1   | Walter Daniel Falconi       | Nocaute (KO)          | 3 (10)                 | 30-03-1985                       | Ginásio do Parque São Jorge, São Paulo, São Paulo            | |
| 14                                                                      | Vitória               | 14–0   | Walter Santemore            | Nocaute técnico (TKO) | 5                      | 10-02-1985                       | Ginásio do Ibirapuera, São Paulo, São Paulo                  | |
| 13                                                                      | Vitória               | 13–0   | Louis Pergaud               | Nocaute (KO)          | 9                      | 16-12-1984                       | Ginásio do Parque São Jorge, São Paulo, São Paulo            | |
| 12                                                                      | Vitória               | 12–0   | George Butzbach             | Nocaute técnico (TKO) | 3                      | 28-10-1984                       | Ginásio do Ibirapuera, São Paulo, São Paulo                  | |
| 11                                                                      | Vitória               | 11–0   | Juan Antonio Figueroa       | Nocaute (KO)          | 1 (12)                 | 09-09-1984                       | Ginásio do Ibirapuera, São Paulo, São Paulo                  | Campeão Sul-americano de pesos-pesados (título vago). |
| 10                                                                      | Vitória               | 10–0   | Louis Pergaud               | Nocaute técnico (TKO) | 5 (10)                 | 29-07-1984                       | Ginásio do Ibirapuera, São Paulo, São Paulo                  | |
| 9                                                                       | Vitória               | 9–0    | Mike White                  | Decisão por pontos    | 10 (10)                | 13-05-1984                       | Ginásio Darcy Cortez, Londrina, Paraná                       | |
| 8                                                                       | Vitória               | 8–0    | Juan Antonio Musladino      | Nocaute (KO)          | 6 (10)                 | 08-04-1984                       | Palace Hotel, São Paulo, São Paulo                           | |
| 7                                                                       | Vitória               | 7–0    | Domingo D'Elia              | Nocaute técnico (TKO) | 8 (10)                 | 05-02-1984                       | Ginásio do Ibirapuera, São Paulo, São Paulo                  | |
| 6                                                                       | Vitória               | 6–0    | Marcos Antonio Tosto        | Nocaute (KO)          | 1                      | 12-09-1983                       | Ginásio do Ibirapuera, São Paulo, São Paulo                  | |
| 5                                                                       | Vitória               | 5–0    | Eduardo Oliveira            | Nocaute (KO)          | 2                      | 15-08-1983                       | Ginásio do Ibirapuera, São Paulo, São Paulo                  | |
| 4                                                                       | Vitória               | 4–0    | Waldemar Paulino            | Nocaute (KO)          | 1 (12)                 | 01-07-1983                       | Ginásio do Ibirapuera, São Paulo, São Paulo                  | Campeão Brasileiro de pesos-pesados. |
| 3                                                                       | Vitória               | 3–0    | Francisco Dias              | Nocaute (KO)          | 1                      | 14-05-1983                       | Ginásio da Pirelli, Santo André, São Paulo                   | |
| 2                                                                       | Vitória               | 2–0    | Alaerte Vaz                 | Nocaute (KO)          | 2                      | 18-03-1983                       | Ginásio da Pirelli, Santo André, São Paulo                   | |
| 1                                                                       | Vitória               | 1–0    | José Tavares                | Nocaute (KO)          | 3                      | 04-02-1983                       | Ginásio do Pacaembu, São Paulo, São Paulo                    | |

## Títulos
- Campeão brasileiro
- Campeão sul-americano
- Campeão latino-americano
- Pentacampeão continental
- Campeão das Américas
- Campeão mundial pela Federação Mundial de Boxe.